# Guy Ferrier
Pour les articles homonymes, voir Ferrier (homonymie).
Guy Ferrier est un joueur et entraîneur de football français, né le 6 décembre 1951 à Paris.

## Biographie

### Parcours de joueur
Après avoir joué au Racing Club de France, Guy Ferrier rejoint en 1971 l'Arago sport orléanais en Division 3, où il évolue quatre saisons. 
Il termine sa carrière à l'USM Malakoff en y disputant la saison 1975-1976 de Division 2 .

### Parcours d’entraîneur
Il est le sélectionneur de l'équipe de France des moins de 19 ans en 2007, les menant en demi-finales de l'Euro des moins de 19 ans.
Il devient ensuite sélectionneur de l'équipe de France féminine des moins de 17 ans de 2009 à 2010 et de 2012 à 2013, et également sélectionneur de l'équipe de France féminine des moins de 16 ans en 2012. Il remporte la Coupe du monde féminine des moins de 17 ans 2012,.

## Palmarès

### Entraîneur
- Vainqueur de la Coupe du monde féminine de football des moins de 17 ans 2012